# Ітурійський конфлікт
Ітурійський конфлікт — міжетнічний збройний конфлікт, що відбувся у період другої конголезької війни у провінції Ітурі на сході Демократичної Республіки Конго. 
Конфлікт відбувся між землеробами ленду, що належить до народу нілотів (організація FNI - Фронт націоналістів та інтеграціоністів) та скотарями гема з банту (організація UPC - Союз конголезьких патріотів). 
Конфлікт був спровокований геноцидом в Руанді, в результаті якого гема встали на сторону хуту, а ленду на сторону тутсі. 
Пізніше, в конфлікт виявилися втягнутими миротворці ООН, які в березні 2005 року в результаті спецоперації вбили 50 повстанців ленду за 30 км на північ від міста Бунія.

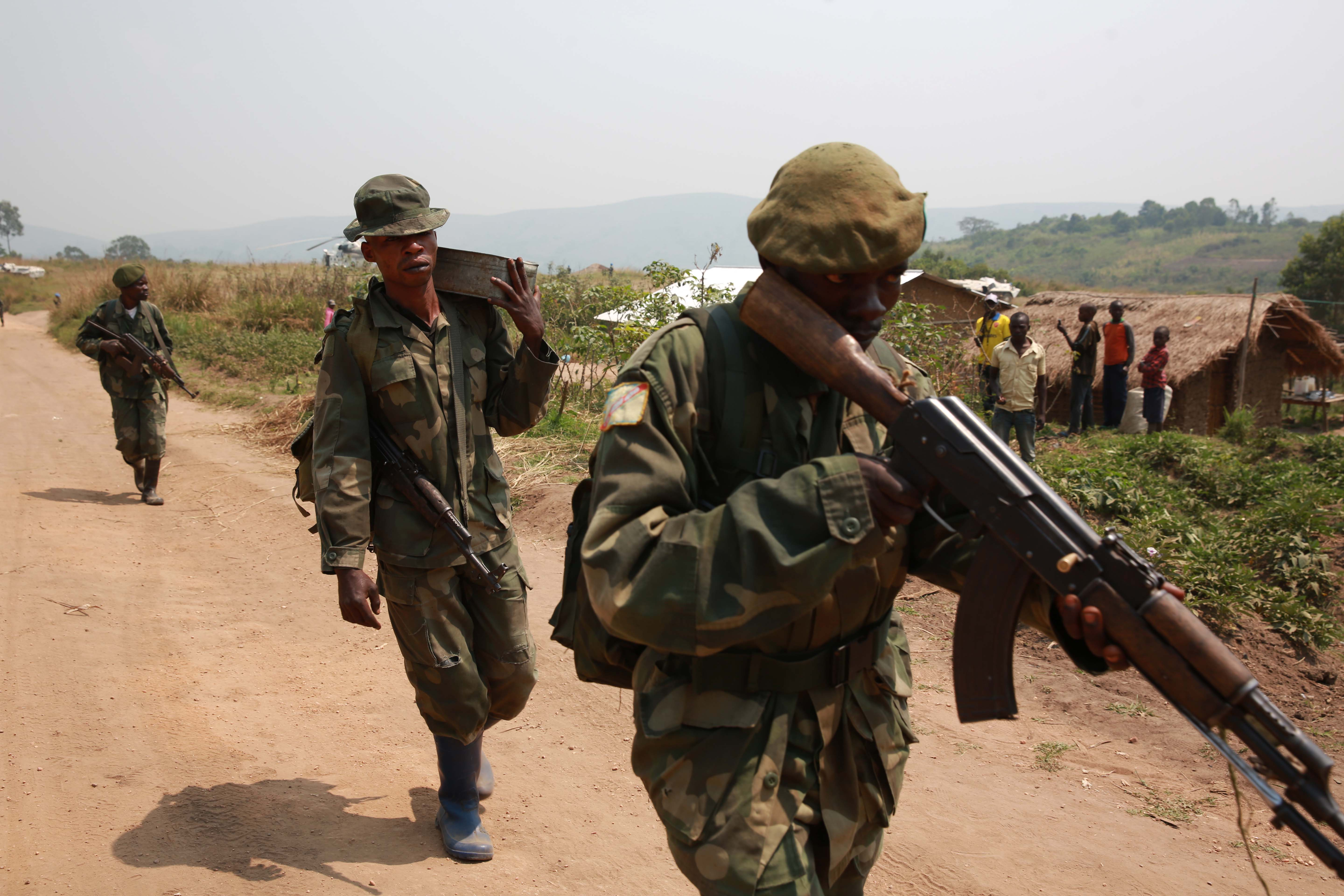
Солдати Народних збройних сил Конго патрулюють територію. 2015 рік

Конфлікт був надзвичайно жорстоким і супроводжувався масштабними масовими розправами, вчинені членами обох етнічних груп. За даними 2006 року в Ітурі з 1998 року загинуло 60 000 осіб. Сотні тисяч людей були змушені виїхати зі своїх будинків, стаючи біженцями. 
У червні 2003 року Європейський Союз розпочав операцію «Артеміда», направивши миротворчі сили під керівництвом Франції в Ітурі. 
Військам ЄС вдалося взяти під контроль регіональну столицю Бунія. 
Незважаючи на це, у сільській місцевості продовжувались бої та різанина. 
З грудня 2003 року інтенсивність насилля у регіоні зменшилась, але конфлікт триває досі.
У грудні 2017 року знову розгорілися «тривалі» земельні суперечки між «пастухами Хема та фермерами ленду» 
, 
що призвело до сплеску масових вбивств із зруйнованими цілими селами Хема та понад сотнею жертв. 
Десятки тисяч втекли до Уганди. 
Хоча в середині березня 2018 року різанини з боку ополченців Ленду припинилися, «знищення врожаю, викрадення та вбивства» тривали. 
 
За оцінками ООН, з грудня 2017 року по серпень 2018 року бойовики ленду напали на 120 сіл хема 
.